# STS-30
STS-30 est la quatrième mission de la Navette spatiale Atlantis. Elle a assuré le transport de la sonde Magellan à destination de Vénus.

## Équipage
- Commandant : David M. Walker (2)  États-Unis
- Pilote : Ronald J. Grabe (2)  États-Unis
- Spécialiste de mission 1 : Norman E. Thagard (3)  États-Unis
- Spécialiste de mission 2 : Mary L. Cleave (2)  États-Unis
- Spécialiste de mission 3 : Mark C. Lee (1)  États-Unis

Le chiffre entre parenthèses indique le nombre de vols spatiaux effectués par l'astronaute.

## Paramètres de la mission
- Masse :
  - Navette au décollage : 118 441 kg
  - Navette à l'atterrissage : 87 296 kg
  - Chargement : 20 833 kg
- Périgée : 361 km
- Apogée : 366 km
- Inclinaison : 28,8°
- Période : 91,8 min

## Objectifs
Lancement de la sonde Magellan.